# Sébastien Texier
Pour les articles homonymes, voir Texier.
Sébastien Texier, né le 14 février 1970 à Paris, est un saxophoniste et clarinettiste français de jazz.

## Biographie
Sébastien Texier est le fils du contrebassiste Henri Texier. Après avoir étudié la clarinette, il découvre le saxophone alto à quinze ans.
Il enregistre à vingt-quatre ans la musique pour le film Les 40 ans de la Fnac avec Noël Akchoté, Louis Sclavis, Henri Texier et Aldo Romano. En 1999, il participe à la création du spectacle Remparts d'argile de Jean-Louis Bertuccelli sur des musiques de son père Henri Texier. En 2002, il compose la musique du court métrage Sale nuit chez les ours de Guillaume Parent.
Il enregistre son premier disque en tant que leader en 2004, Chimères (Night Bird Music/Harmonia Mundi), salué par la critique (« Choc » Jazzman).
Il se produit depuis 2007 en trio avec Claude Tchamitchian (contrebasse) et Sean Carpio (batterie), trio auquel vient parfois s'ajouter Henri Texier, créant une formation à deux contrebasses. Il a également joué entre autres avec Glenn Ferris, Julien Lourau, Tony Rabeson, Bojan Z, René Urtreger, Didier Lockwood, Daniel Humair, Marc Ducret, Steve Swallow, Joe Lovano, Bernard Lubat, John Scofield, François Corneloup, Paolo Fresu, Richard Bona.

## Prix et récompenses
- 1995 : premier prix en groupe avec le trio de Christophe Marguet du concours national de jazz de la Défense
- 1995 : premier prix de soliste du concours national de jazz de la Défense
- 1997 : meilleur espoir au sein du trio de Christophe Marguet aux Djangodor pour le disque Résistance Poétique
- 2004 : Djangodor 2004, catégorie Nouveau talent, pour l'album Chimères, avec Alain Vankenhove, Gueorgui Kornazov, Nicolas Mahieux et Jacques Mahieux

## Discographie
- 2004 : Chimères, avec son quintet (Night Bird Music/Harmonia Mundi)
- 2009 : Don't forget, you are an animal, avec Henri Texier, Claude Tchamitchian, Sean Carpio (Cristal Records)
- 2013 : Toxic Parasites avec Alain Vankenhove, Bruno Angelini, Frédéric Chiffoleau, Guillaume Dommartin
- 2016 : Dreamers avec Guillaume Dommartin, Pierre Durand, Olivier Caudron (Cristal Records/Harmonia Mundi)